# Крижане серце: Різдво з Олафом
«Крижане серце: Різдво з Олафом» (англ. Olaf's Frozen Adventure) — американський комп'ютерно-анімаційний пригодницько-фантастичний музичний короткометражний фільм від студій Walt Disney Animation Studios та Walt Disney Pictures. Кевін Детерс та Стіві Вермерс виступають режисерами майбутньої стрічки. Джош Ґад, Крістен Белл, Ідіна Мензел та Джонатан Грофф будуть овучувати в оригіналі тих самих персонажів, що й у попередніх проектах «Крижане серце» та «Крижана лихоманка».

## Сюжет
Напередодні свят Ельза винувато повідомляє Анні, що в них немає родинних традицій. Бажаючи розрадити сестер, Олаф разом з оленем Свеном вирушає у неймовірну пригоду на пошуки сімейних звичаїв до великого святкового дня. 

## Ролі озвучували
- Джош Ґад — Олаф
- Крістен Белл — Анна
- Ідіна Мензел — Ельза
- Джонатан Ґрофф — Крістоф

## Виробництво
Цей короткий метр спочатку був анонсований у лютому 2016 року, як спеціальний телевізійний випуск для каналу ABC, спродюсований Роєм Конлі, режисерами якого виступали Кевін Детерс та Стіві Вермерс. Після виходу спеціального епізоду Крижане серце: за лаштунками (англ. The Making of Frozen: Return to Arendelle) на каналі ABC у 2016 році, стала відома назва фільму та анонсовано, що для нього будуть написані нові оригінальні пісні Елісою Семсел та Кейт Андерсон. Натомість у червні 2017 року повідомили, що замість телевізійного випуску, це буде кінотеатральна прем'єра разом із мультфільмом «Коко» від студії Disney Pixar. Основний акторський склад (Джош Ґад, Крістен Белл, Ідіна Мензел та Джонатан Грофф) повернеться до озвучення своїх попередніх персонажів. Історія розповідає про сніговика Олафа, який намагається віднайти найкращу святкову традицію для Анни, Ельзи та Крістофа. 

## Прем'єра
Прем'єра короткометражки «Крижане серце: Різдво з Олафом» від студії Walt Disney Picture відбудеться 23 листопада 2017 року (світова прем'єра 22 листопада 2017 р.) у 3D у кінотеатрах України з анімаційною пригодою «Коко» від студії Pixar.

## Саундтрек
Еліса Самсел та Кейт Андерсон написали три оригінальних пісні спеціально для фільму: "Коли ми разом", "That Time of Year" та "Ring in the Season". Повна версія саундтреку вийде 3 листопада 2017 року.

## Зовнішні посилання
- Крижане серце: Різдво з Олафом на сайті IMDb (англ.) (англ.)
- Офіційний трейлер українською на YouTube
- Офіційний трейлер англійською на YouTube